# Görög gazdasági válság
A görög gazdasági válság (benne a görög adósságválság) 2010 óta fennálló államháztartási és gazdasági krízis Görögországban, amely egyben az euróválság része.
Egy évvel Görögország euróövezethez való csatlakozása előtt az ország államadóssága a bruttó hazai termék 104,4%-a volt. Ez az arány a 2008-ban kirobbant gazdasági világválság és bankmentő program során tovább emelkedett: 107,2%-ról (2007) 129,7%-ra (2009). 2009 októberében az új görög kormány a korábban lejelentett deficitet korrigálta a bruttó hazai termék 3,7%-ról 12,7%-ra. A korrekciót a görögországi statisztikai hivatal  (ESYE) módszertani hiányosságai és a statisztikára vélhetőleg gyakorolt politikai befolyás tették szükségessé. További tényező lehetett a görög gazdaság kereskedelmi mérleg deficitje az előző években. Az euró bevezetését követően, a nemzeti valuta és az ehhez kapcsolódó árfolyammechanizmus eltűnése után az euró-országok megfelelő kiigazítási mechanizmusainak kifejlesztése nem sikerült jól.
2009-től kezdve a pénzügyi piacokon a görög államkölcsönök hozama erős növekedésnek indult. Görögországnak az államadósság és bruttó hazai termék aránya, a deficit, illetve a kedvezőtlen adósminősítés miatt magas kockázati felárat kellett fizetnie az általa felvett kölcsönök után. Emiatt 2010. április 23-án Görögország egy hároméves mentőcsomagért folyamodott 45 milliárd euró értékben, mivel a kormány nem volt képes az esedékes kölcsönök visszafizetésére. 2010-ben a hitelező országok mentőövet nyújtottak Görögországnak átmeneti kölcsönök és kezességek formájában. A következő években az Európai Központi Bank (EKB), az EU és a Nemzetközi Valutaalap (IMF), amelyeket később trojkának is neveztek, több százmilliárd euró értékben nyújtott kölcsönt és kezességet. 2015 márciusában az euróövezet országai által nyújtott kölcsönöket az EKB megvásárolta. A hitelező intézmények és a görög kormány átfogó megszorítási intézkedések felől döntött. Ez többek között a bérek csökkentését jelentette, például a közszolgálatban és a minimálbér esetében, továbbá általános költségvetési megszorításokat és az általános forgalmi adó emelését. Ezen túl privatizációt helyeztek kilátásba. Ugyanakkor a közigazgatás javítására szolgáló intézkedéseket is bevezettek; ide tartozik a 2010 májusában megvalósított közigazgatási reform és az esetlegesen elhunytak számára teljesített nyugdíjkifizetések ellenőrzése.
A görög gazdaság 2008 óta recesszióban volt, és a reálértékhez számított bruttó hazai termék 2013-ig mintegy 26%-kal csökkent. 2014-ben a reálértéken számított bruttó hazai termék szerény mértékben (0,4%) növekedett.
A csökkenő bruttó hazai termékhez viszonyított adósság 2007 és 2014 között 107,2%-ról 177,1%-ra emelkedett minden intézkedés és segítség ellenére. 2013 márciusa óta Görögország deflációs spirálba került. A munkanélküliség erősen nőtt és 2014-re 26% körüli volt, a problémák mindenekelőtt az egészségügyi szektorban váltak súlyossá.
2015. január 25-én kormányváltásra került sor Görögországban. A hatalomra került SZIRIZA öt hónapon át tárgyalásokat folytatott a második programról. 2015. június 27-én éjjel Aléxisz Cíprasz megszakította a tárgyalásokat és népszavazást kezdeményezett. Ennek következménye volt a tőkemozgások ellenőrzése, ami jelentős terhet jelentett a görög lakosságnak és gazdaságnak. 2015. július 12-én az eurózóna állam- és kormányfői megállapodásra jutottak a harmadik programot illetően. A megállapodást több nemzeti parlamentnek jóvá kell hagynia. A görög parlament 2015. július 15-én fogadta el a csomagot.

## Fordítás
Ez a szócikk részben vagy egészben  a   Griechische Staatsschuldenkrise című német Wikipédia-szócikk ezen változatának fordításán alapul.  Az eredeti cikk szerkesztőit annak laptörténete sorolja fel. Ez a jelzés csupán a megfogalmazás eredetét és a szerzői jogokat jelzi, nem szolgál a cikkben szereplő információk forrásmegjelöléseként.